# Musulames
Ne doit pas être confondu avec Musulmans.
Les Musulames (en latin : Musulamii) sont une confédération de tribus berbères gétules, qui habitait les régions désertiques de ce qui est maintenant connu sous le nom de régions Chotts, en Algérie et en Tunisie modernes, ainsi que dans la province romaine de Maurétanie césarienne, qui est annexée par l'Empire romain en 44. Ils sont en effet censés être reconnus comme membres de ces populations et ne pas s'en distinguer : quand Quintus Junius Blaesus décrit la guerre contre Tacfarinas, il décrit la guerre contre les peuples gétules (« Gaetulas Gentes »).

## Région

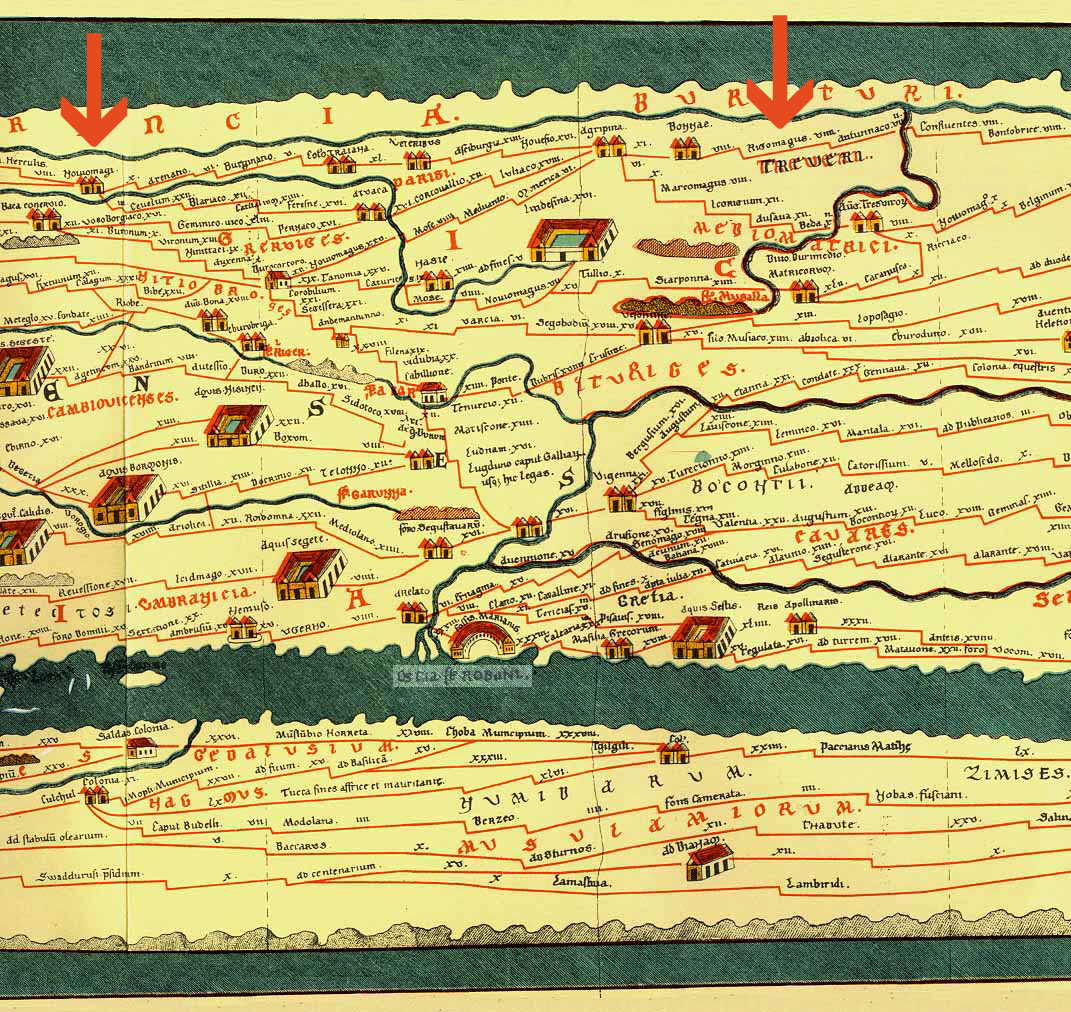
Les Musulames, au sud-est de la carte, sur la Table de Peutinger (IVe s.).

À l'origine, les Musulames sont initialement localisés entre  Théveste et Secca, dans l'actuelle Algérie et Tunisie. Il a été estimé qu’un certain contrôle devait être exercé sur eux en raison des perturbations continues et graves qu’ils ont créées pour Rome. Ainsi, les Musulames ont été confinés à un ensemble de terrain défini par des colonies militaires établies pour les soldats d'Ammaedara, Mauduros et Théveste, où ils ont été contraints d'apprendre l'agriculture sédentaire sur des terres ne convenant pas pour cela. Cette zone a probablement totalisé environ 80 kilomètres. Cela signifiait que le meilleur de leurs terres avait été pris par les Romains pour des colonies ou des domaines. Les Musulames sont des nomades, cela a donc grandement altéré leur mode de vie. Cependant, il existe des preuves que tous les Musulames n'étaient pas présents ici, mais certains sont restés nomades au sud des montagnes de l'actuelle Tébessa.

## Histoire militaire
Il existe peu d'informations sur ce peuple de la part d'écrivains contemporains. Sous l'empereur romain Auguste, ils ont été combattus en 3-5 après J.-C. par Lucius Passienus Rufus (consul en 4 av. J.-C.) qui est devenu le gouverneur de la province d'Afrique proconsulaire, obtenant le Triumphalia ornamenta pour avoir vaincu les populations nomades gétules, et plus précisément les Musulames.
En 5-6 après J.-C., le général Cossus Cornelius Lentulus (consul en 1 avant J.-C) a battu d'abord les Musulames puis à nouveau les Gétules, qui vivaient à l'ouest et au sud de la Maurétanie. Il a également obtenu l'ornamenta triumphalia et son fils a pu se vanter du cognomen de Gaetulicus (le Gétule).
Les Musulames semblaient définitivement soumis, mais en 17, une grave révolte éclate parmi eux, sous la direction d'un Numide nommé Tacfarinas, qui avait auparavant milité parmi les troupes auxiliaires de l'armée romaine après les avoir désertées. Les Musulames sont rejoints dans le conflit contre les Romains par leurs voisins Garamantes et Cinithiens. Ce fut la plus grande guerre en Afrique romaine dans la région de l'actuelle Algérie, de toute l'histoire de l'occupation romaine.
En Afrique, une province sénatoriale, des ambassadeurs ont été envoyés pour traiter avec les rebelles, sans succès, tandis que les généraux envoyés par la suite par le Sénat, n'ont pas réussi à s'imposer dans cette guerre, en raison des méthodes de guérilla imposées par les peuples autochtones.
En 19-20, Tibère a été contraint, en raison des mauvais résultats obtenus après deux ou trois ans de guerre, d'envoyer temporairement l'intégralité de la Legio IX Hispana de Pannonie, et peut-être même quelques vexillations (détachements légionnaires de la Legio VIII Augusta) pour mater la révolte.
En 21, Quintus Junius Blaesus, oncle de Séjan, a été envoyé sur le théâtre de la guerre. Il semble qu'après quelques bons résultats, bien que partiels, il ait obtenu l'ornamenta triumphalia.
En 24, le successeur de Junius Blaesus, Cornelius Dolabella, a réussi à tuer Tacfarinas. Pour cela il a modifié la tactique qui s'était avérée improductive jusqu'à présent, divisant ses troupes en quatre colonnes mobiles. Il s'est appuyé également sur l'aide de Ptolémée de Maurétanie, ayant récemment succédé à son père Juba II, qui reçut ensuite la reconnaissance officielle de socius et amicus populi romani.
Avec le rétablissement de la paix, la prospérité est rapidement revenue dans la province d'Afrique, comme en témoignent les nombreux bâtiments publics construits sous le règne de Tibère à Thugga ou à Bulla Regia. L'Afrique est également restée l'un des principaux greniers à blé de l'empire. À cette période, la Legio III Augusta a été transférée à Ammaedara.
En 44-45, il y eut une dernière révolte parmi les Musulames, que le nouveau gouverneur de l'Afrique, Galba (le futur empereur), réprima avec une grande rapidité. D'autres épisodes ne sont pas retenus à partir de ce moment, jusqu'à la conquête de l'Afrique par les Vandales. Enfin, une colonie a été établie par Claude à Oppidum Novum dans la fertile vallée de l'oued Chelif.
Après la fin de la révolte de Tacfarinas en 24, ou peut-être sous les Flaviens, une cohorte de Musulames, la I Flavia Musulamiorum, est recrutée. Elle est déployée en 69-70 en Judée pendant la première guerre judéo-romaine, en Syrie sous l'empereur Domitien, puis le long des frontières de la Numidie et de la Maurétanie, sous Trajan.